# Irene Adler
Irene Adler è un personaggio immaginario che compare nel racconto di Sherlock Holmes Uno scandalo in Boemia di sir Arthur Conan Doyle, pubblicato nel luglio 1891 sullo Strand Magazine e quindi nella raccolta Le avventure di Sherlock Holmes (1892). Nonostante sia presente solo in quest'unica storia, è probabilmente il personaggio femminile più importante di tutto l'universo del celebre detective inglese, nonché uno dei più importanti in tutta la letteratura poliziesca.

## Biografia
Di lei viene raccontato che sia nata nel New Jersey nel 1858. Anche se non viene esplicitamente detto, il suo cognome ("Adler" in lingua tedesca significa "aquila") potrebbe far pensare che abbia origini tedesche; esistono comunque anche altre possibili interpretazioni. Aveva tentato una carriera nel mondo dell'opera cantando come contralto e, a dimostrazione delle sue capacità, si sa che si era esibita alla Scala di Milano e come primadonna al Teatro dell'opera di Varsavia. All'età di circa 30 anni, la Adler si era ritirata dalle scene e trasferita a Londra.
Il dottor Watson si riferisce a lei come a "the late Irene Adler" (in italiano, "la fu Irene Adler") al tempo della pubblicazione della storia. Le cause della sua morte non sono note. Tuttavia, è stato ipotizzato che la ragione del suo ritiro prematuro dalle scene fosse un problema di salute che aveva tenuto nascosto. D'altra parte, la parola "late" in inglese può anche aver valore di "ex, già" (Doyle usa il termine in questa accezione nel racconto L'avventura della scuola del priorato, riferendosi al precedente incarico del duca come ministro del gabinetto): Adler aveva sposato Godfrey Norton, e quindi l'espressione sopra citata potrebbe intendersi non come un'indicazione che la donna è già morta, ma che non è più nubile.
Secondo il racconto, il 20 marzo 1888 Wilhelm Gottsreich Sigismond von Ormstein, granduca di Cassel-Felstein e sovrano ereditario di Boemia, si reca in incognito da Holmes a Londra e chiede al famoso detective di procurarsi una fotografia da Adler.
Il sovrano governava da Praga, ma nel 1883 aveva fatto, secondo le sue parole, "una lunga visita a Varsavia", dove aveva "fatto la conoscenza della ben nota avventuriera Irene Adler". I due erano diventati amanti; in seguito, dopo la fine del loro rapporto, Adler aveva conservato una fotografia di loro due insieme. Il giovane re spiega a Holmes che ha ora intenzione di sposare Clotilde Lothman von Saxe-Meningen (che non compare mai nella storia), seconda figlia del re di Scandinavia e che il matrimonio potrebbe essere a rischio se la sua passata relazione con Adler venisse alla luce.
Sfruttando la sua grande abilità nei travestimenti, Holmes segue i movimenti della donna e viene a sapere molte cose sulla sua vita privata. Inscena poi un incidente per causare un motivo di distrazione che gli permette di scoprire dove tiene nascosta la fotografia. Quando torna sul luogo per prenderla, scopre che Adler è partita, assieme al suo nuovo marito, portandosi dietro tutte le sue cose e lasciando ad Holmes una lettera in cui spiega come sia riuscita a superarlo in astuzia, ma anche rivelandogli che ora è felice con il suo nuovo marito e ha un senso dell'onore più alto del suo ex amante: non ha intenzione di comprometterlo, a patto che il re non tenti alcunché contro di lei in futuro.
In un'epoca in cui le signore dovevano comportarsi sempre da signore, Adler aveva "il viso della più bella fra le donne, e la mente del più deciso fra gli uomini", secondo le parole del re. Riuscì a trarre in inganno persino Holmes ed egli la ammirava molto per questo.

## Altri riferimenti nei racconti di Doyle
Irene Adler viene anche menzionata nei seguenti racconti:
- Un caso di identità
- L'avventura del carbonchio azzurro
- I cinque semi d'arancio
- L'ultimo saluto. Un epilogo.

## La relazione fra Holmes e Adler
Adler si è guadagnata l'ammirazione senza riserve di Holmes. Quando il re di Boemia afferma "Non sarebbe stata una regina perfetta? Non è forse un peccato che non fosse del mio livello?", Holmes replica sarcasticamente che in effetti Ms. Adler è proprio di tutt'altro livello rispetto al re (sottintendendo di un livello superiore, ma quest'allusione non viene colta dal sovrano).
L'incipit di Uno scandalo in Boemia descrive l'altissimo concetto che Holmes aveva di Adler (è Watson che parla):
Questa "memoria" è mantenuta in vita da una fotografia di Irene Adler, lasciata dalla donna per il re quando ella e il marito erano fuggiti portandosi dietro la fotografia compromettente che la ritraeva con lui. Sherlock aveva chiesto e ottenuto questa foto in pagamento per i servizi resi in questo caso, ed essa è uno degli oggetti a lui più cari.

## Successive apparizioni apocrife
Nella sua biografia di Sherlock Holmes e Nero Wolfe, William S. Baring-Gould avanza la teoria che Adler e Holmes si fossero incontrati di nuovo dopo la presunta morte di quest'ultimo alle Cascate di Reichenbach. I due recitavano in teatro insieme in incognito ed erano diventati amanti. Secondo Baring-Gould, l'unione fra Holmes e Adler aveva prodotto un figlio, Nero Wolfe, che successivamente avrebbe seguito le orme del padre come detective.
Forse il contributo più importante, nella produzione su Sherlock Holmes successiva a Conan Doyle, al canone Holmes/Adler è la serie di romanzi gialli (circa otto) scritti da Carole Nelson Douglas, in cui Irene Adler è la detective protagonista, che trattano della sua vita dopo il celebre incontro con Sherlock Holmes e in cui Holmes stesso è uno dei personaggi secondari. La serie comprende anche i personaggi dell'avvocato Godfrey Norton, l'amorevole marito di Irene, di Penelope "Nell" Huxleigh, che è la migliore amica e la biografa di Irene, e dell'uomo amato da Nell, Quentin Stanhope. Sono presenti anche figure storicamente esistite come Oscar Wilde, Bram Stoker, Alva Vanderbilt e Consuelo Vanderbilt e la giornalista Nellie Bly. Nei romanzi, la Douglas suggerisce implicitamente ma con insistenza che la madre naturale di Irene fosse Lola Montez e il padre forse il re Ludovico I di Baviera. Douglas si inventa anche una storia per l'infanzia di Irene come artista di vaudeville prima di ricevere la sua educazione come cantante d'opera e di essere assunta come detective dall'agenzia Pinkerton.
Nella serie di romanzi di John Lescroart, si dice che Adler e Holmes ebbero un figlio, Auguste Lupa, e viene sottinteso che quest'ultimo abbia poi cambiato nome in Nero Wolfe. Nel romanzo del 2009 The Language of Bees di Laurie R. King, Irene Adler, già morta all'inizio della storia, aveva avuto una relazione col protagonista Sherlock Holmes e aveva dato alla luce un figlio, Damian Adler, un artista noto ora come The Addler.
Negli innumerevoli adattamenti per il cinema e la TV delle storie di Sherlock Holmes, Adler è stata interpretata da diverse attrici. Nel film del 1976 Sherlock Holmes a New York, Adler (Charlotte Rampling) aiuta Holmes e Watson a risolvere il caso di una rapina in una banca organizzata dalla nemesi di Holmes, il professor Moriarty, dopo che questi ha preso in ostaggio il figlio di lei per impedire a Holmes di indagare: alla fine il ragazzo viene salvato da Holmes e Watson e, sebbene il nome del padre non venga mai rivelato, Adler commenta allusivamente che egli abbia una mente simile a quella di Holmes.
Nel 1984, nel film TV The Masks of Death, Irene Adler, interpretata da Anne Baxter, rimasta vedova, è uno degli ospiti della casa di campagna del conte Udo Von Felseck (Anton Diffring), dove Holmes (Peter Cushing) e Watson (John Mills) stanno investigando sulla presunta scomparsa di un principe in visita. Sebbene all'inizio Holmes la consideri una dei sospetti, la donna riesce a dimostrare la sua innocenza e si rivela una preziosa alleata.
Irene Adler compare anche nel film TV del 1992 Sherlock Holmes and the Leading Lady, interpretata da Morgan Fairchild, accanto a Christopher Lee nei panni di Holmes.
Nel romanzo thriller del 1993 Il club Dumas, dello scrittore spagnolo Arturo Pérez-Reverte (dal quale nel 1999 il regista Roman Polanski ha tratto il film La Nona Porta, con protagonista Johnny Depp), uno dei personaggi femminili principali si presenta con lo pseudonimo di Irene Adler, espresso tributo al personaggio dei romanzi di Conan Doyle. Ad interpretarla nella suddetta trasposizione cinematografica è l'attrice francese Emmanuelle Seigner, moglie di Polanski.
L'attrice Rachel McAdams interpreta il personaggio nei film Sherlock Holmes (2009) e Sherlock Holmes - Gioco di ombre (2011) diretti da Guy Ritchie: in essi, Adler è un'abilissima ladra, ma anche una specie di agente segreto che lavora per il miglior offerente.
Nella serie televisiva britannica Sherlock (2010-2017), trasposizione in chiave contemporanea delle avventure del detective, Irene Adler è interpretata dall'attrice Lara Pulver. Questa incarnazione di Adler è una dominatrix con tendenze al ricatto e alla manipolazione: l'episodio "Scandalo in Belgravia" della seconda serie si concentra sui tentativi di Holmes di sottrarle alcune informazioni compromettenti nascoste nel suo cellulare. Nonostante alla fine della vicenda Irene venga dichiarata ufficialmente deceduta, la sua presenza viene richiamata più volte nel corso degli episodi successivi. Nella quarta stagione si scopre che Sherlock e Irene si tengono spesso in contatto.
Nella serie televisiva americana Elementary (2012) Irene Adler è interpretata da Natalie Dormer ed è una pittrice e ladra d'arte; la sua morte è la ragione che spinge Holmes a precipitare nella dipendenza e poi a trasferirsi da Londra a New York. Alla fine della prima stagione si scopre che ella è ancora viva, e che la sua vera identità è Jamie Moriarty, supercriminale nemesi di Sherlock Holmes, e nel corso della serie si fa più volte riferimento al rapporto disfunzionale esistente fra i due.
Nella serie Detective Conan ci sono molti riferimenti a Irene Adler.
Il nome e il ruolo di Ai Haibara traggono ispirazione da quelli della Adler, e anche il rapporto tra di lei e Shinichi ricalca quello tra la Donna e Holmes. 
In un episodio della serie, il movente dell'omicidio è costituito dall'eventuale pubblicazione di un libro intitolato Lo scherno di Irene Adler, in cui si racconta di una beffa della Donna si danni di Holmes.
Nel sesto film della serie, Il fantasma di Baker Street, ambientato in una realtà virtuale che ricostruisce l'epoca di Holmes, compare Irene Adler in persona con le sembianze di Yukiko Fujimine, la madre del protagonista.
Nella serie di libri Sherlock, Lupin e io di Alessandro Gatti (che usa Irene Adler come pseudonimo) si racconta di una presunta amicizia giovanile tra Irene Adler, Sherlock Holmes e Arsène Lupin.
Nel manga e anime Kuroshitsuji, ambientato nella Londra vittoriana, vi è un'intera saga, Book of murder, palesemente ispirata al canone holmesiano, in cui è presente anche un giovane Arthur Conan Doyle. Vi compare una popolare cantante lirica di nome Irene Diaz, omonima della Adler, dalla turbolenta vita sentimentale. 
Una versione moderna di Irene Adler è presente anche in Case File nº221: Kabukicho.